# Hilary P. Jones
Pour les articles homonymes, voir Jones.
Hilary Pollard Jones (né le 14 novembre 1863 et mort le 1er juillet 1938) est un amiral de l'United States Navy. Il participe à la guerre hispano-américaine et à la Première Guerre mondiale, avant d'être nommé commandant en chef de la Flotte des États-Unis au début des années 1920.

## Biographie
Pour ses actions durant la Première Guerre mondiale, Jones se voit décerner à la fois la Navy Distinguished Service Medal et l'Army Distinguished Service Medal.